# Jean Kemm
Jules Adolphe Félix Bécheret dit Jean Kemm, né le 15 mai 1874 dans le 2e arrondissement de Paris et mort le 21 avril 1940 à La Roche-Guyon,,, est un acteur et réalisateur français.
Il habitait au no 128 de la rue de Poissy à La Roche-Guyon, en 1936.

## Filmographie partielle

### Comme réalisateur
- 1916 : Les Deux Marquises
- 1916 : Madeleine, court-métrage
- 1917 : Le Dédale
- 1917 : La Comtesse de Somerive
- 1917 : Honneur d'artiste
- 1918 : L'Énigme d'après la pièce L'Énigme de Paul Hervieu
- 1918 : L'Obstacle
- 1919 : Le destin est maître d'après Le destin est maître de Paul Hervieu
- 1918 : André Cornélis, co-réalisation
- 1918 : Le Délai
- 1921 : Miss Rovel
- 1921 : Micheline
- 1922 : La Ferme du Choquart, film en 10 épisodes
- 1922 : Hantise
- 1922 : L'Absolution
- 1923 : Vidocq[6]
- 1923 : L'Enfant-roi
- 1923 : Ce pauvre chéri
- 1925 : Le Bossu
- 1925 : Son premier film[7] ou Le Gardien du sérail
- 1927 : André Cornélis d'après André Cornélis de Paul Bourget
- 1930 : Hai-Tang
- 1930 : Atlantis
- 1931 : Le Juif polonais
- 1931 : Amour et Discipline
- 1932 : Le Coffret de laque
- 1933 : L'Héritier du Bal Tabarin
- 1933 : Miss Helyett, co-réalisation
- 1933 : Le Barbier de Séville avec Hubert Bourlon
- 1933 : Les Surprises du divorce
- 1937 : La Loupiote
- 1937 : La Pocharde
- 1937 : Liberté

### Comme acteur
- 1909 : Les Chercheurs d'or, court-métrage de Georges Denola
- 1911 : Le Remords du juge, court-métrage de Georges Denola
- 1911 : Le Foyer perdu, court-métrage
- 1911 : La Gouvernante de Georges Denola
- 1911 : L'Homme de peine, court-métrage de Michel Carré
- 1911 : Cadoudal, court-métrage de Gérard Bourgeois
- 1912 : Le Chef d'œuvre, court-métrage de Georges Denola
- 1912 : La Fille des chiffonniers, court-métrage de Georges Monca (rôle de Dartès)
- 1912 : Pauvre Père, court-métrage de Georges Denola
- 1912 : Les Étapes de l'amour de Maurice Le Forestier
- 1912 : Les Mystères de Paris d'Albert Capellani (le chourineur)
- 1912 : Le Fils de Charles Quint, court-métrage d'Adrien Caillard
- 1912 : La Porteuse de pain, court-métrage de Georges Denola (Labroue père)
- 1912 : Le Signalement d'Albert Capellani (le fou)
- 1912 : Le Crime de Toto (ou Toto jaloux) de Georges Denola (le père)
- 1912 : Nini l'assommeur, court-métrage
- 1912 : Le Petit Chose, court-métrage de Georges Monca (Monsieur Eyssette)
- 1912 : Le Dédale, court-métrage de René Leprince
- 1912 : La Fille du garde-chasse, court-métrage d'Alexandre Devarennes
- 1913 : Une brute humaine, court-métrage de Camille de Morlhon
- 1913 : L'Infamie d'un autre, court-métrage de Camille de Morlhon
- 1914 : Vingt ans de haine, court-métrage de Camille de Morlhon
- 1914 : La Vieillesse du père Moreux, court-métrage de Camille de Morlhon
- 1914 : L'Endormeuse, court-métrage
- 1915 : En famille, court-métrage de Georges Monca (Monsieur Brumet)
- 1915 : La Seconde Mère, court-métrage (Monsieur de Grandval)
- 1915 : La Seconde Vérité, court-métrage
- 1916 : Blessure d'amour (Dr Roger)
- 1916 : Les Deux Marquises (et réalisateur, rôle de Jacques de Fontvielle)
- 1916 : Le Mot de l'énigme de Georges Monca (Robert Duroc)
- 1917 : Le Dédale (et réalisateur ; Guillaume Le Breuil)
- 1917 : La Comtesse de Somerive de Georges Denola (et co-réalisateur)
- 1918 : L'Obstacle (et réalisateur)
- 1918 : André Cornélis de Georges Denola (et co-réalisateur)
- 1922 : La Ferme du Choquart (et réalisateur ; le médecin)

## Théâtre

### Comme comédien
- 1896 : Lysistrata de Maurice Donnay d'après Aristophane, Théâtre du Vaudeville
- 1901 : Au téléphone d'André de Lorde et Charles Foleÿ, mise en scène André Antoine, Théâtre Antoine
- 1902 : La Fille sauvage de François de Curel, mise en scène André Antoine, Théâtre Antoine
- 1902 : L'Aventure de Max Maurey, mise en scène André Antoine, Théâtre Antoine
- 1902 : La Bonne Espérance d'après Herman Heijermans, mise en scène André Antoine, Théâtre Antoine
- 1904 : La Dette de Paul Gavault et Georges Berr, Théâtre de l'Odéon
- 1909 : La Révolution française d'Arthur Bernède et Henri Cain, Théâtre Sarah-Bernhardt
- 1910 : Vidocq, empereur des policiers d'Émile Bergerat, Théâtre Sarah-Bernhardt
- 1910 : L'Homme mystérieux d'André de Lorde et Alfred Binet, Théâtre Sarah-Bernhardt
- 1911 : La Flambée de Henry Kistemaeckers, Théâtre de la Porte-Saint-Martin
- 1913 : La Saignée de Lucien Descaves et Fernand Nozière, Théâtre de l'Ambigu-Comique
- 1914 : Le destin est maître de Paul Hervieu, Théâtre de la Porte-Saint-Martin

## Distinctions
- Officier d'Académie (arrêté du ministre de l'Instruction publique et des Beaux-Arts du 3 janvier 1904)[8]
- Officier de l'Instruction publique (arrêté du ministre de l'Instruction publique et des Beaux-Arts du 10 mars 1911)[9]